# Fort-du-Plasne
Fort-du-Plasne là một xã trong vùng hành chính Franche-Comté, thuộc tỉnh Jura, quận Saint-Claude, tổng Saint-Laurent-en-Grandvaux. Tọa độ địa lý của xã là 46° 37' vĩ độ bắc, 05° 59' kinh độ đông. Fort-du-Plasne nằm trên độ cao trung bình là 887 mét trên mực nước biển, có điểm thấp nhất là 730 mét và điểm cao nhất là 970 mét. Xã có diện tích 12.92 km², dân số vào thời điểm 2006 là 429 người; mật độ dân số là 33 người/km².

## Thông tin nhân khẩu
| 1962 | 1968 | 1975 | 1982 | 1990 | 1999 |
| ---- | ---- | ---- | ---- | ---- | ---- |
| 292  | 302  | 308  | 264  | 314  | 397  |

## Địa điểm tham quan
Nhà thờ của Fort-du-Plasne được xây năm 1827.